# ترينوفانتم
ترينوفانتوم في الأسطورة البريطانية من العصور الوسطى، هو الاسم الذي أطلق على لندن في أقدم الأزمان. ووفقًا لكتاب جيفري مونماوث هيستوريا ريجوم بريتانيا (1136)، فقد أسسها الطروادي المنفي بروتوس، وهو من أطلق عليها اسم ترويا نوفا («طروادة الجديدة»)، والذي حُول تدريجيًا إلى ترينوفانتم. قام الملك لود بإعادة بنائها فيما بعد، وأطلق عليه اسم كاير لو («قلعة لود») على اسمه، وحول هذا الاسم بدوره وتحول إلى «كاير لوندين»، وأخيراً إلى لندن. هذه الأسطورة جزء من مسألة بريطانيا.